# ABC 1600
ABC 1600 var en persondator eller arbetsstation (på 1980-talet även kallad supermikro) från Luxor-delen av Nokia och Dataindustrier som introducerades tillsammans med ABC 9000 på Malmömässan i september 1985. Modellen var byggd kring Motorolas 68008-processor, och försedd med 1 MByte minne samt operativsystemet ABCenix, ett Unix-operativsystem som var en OEM-variant av Dataindustriers D-NIX.

## Tekniska data

### CPU och minne

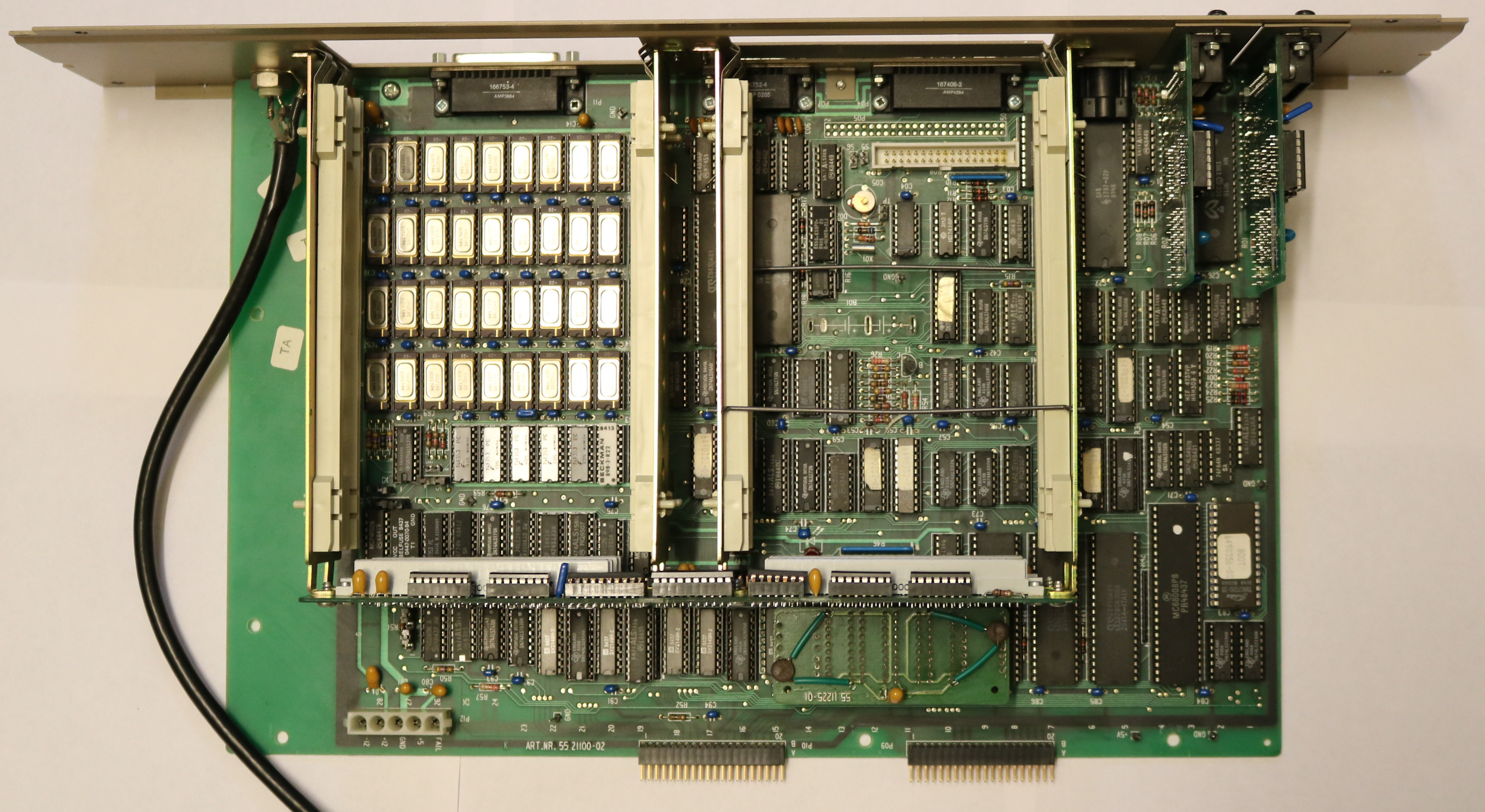
Luxor ABC 1600 CPU-kort.

Motorola 68008-processorkortet har en så kallad MAC Memory Access Controller i separat logik utanför CPU:n. Denna gör det möjligt att använda upp till 16 separata minnesareor för olika processer i operativsystemet med minnesskydd så att en process inte kan komma åt andra processers minne. Alla processer ser minnet med start på adress 0 och uppfattar minnet som en hel 32-bitars addressrymd så att vissa aspekter av virtuell minneshantering är uppfyllda, men eftersom CPU:n 68008 inte ensam kunde hantera sidfel kunde fullständigt virtuellt minne med paging inte stödjas. Istället för enstaka sidor fick alltså hela processen bytas ut i minnet om detta blev fullt. Detta ledde till att ett fullt minne ofta innebar att maskinen snart stannade helt.
Konstruktionen i ABC 1600 utökar också processorns adressrymd från 1 till 2 MB, vilket gör det möjligt att utöver de 1 MB primärminne som finns i datorn även hantera grafikminnet och minnesmappad I/O.
Då 68008 bara har 20 addressbitar delas minnet delas upp i segment om 32 kB och sidor (page) om 2 kB, och den körande processens ID-nummer (0..15) används för att styra adresseringen. Bit 0..10 på addressbussen används direkt för att addressera minne inom varje 2 kB-sida, bit 11..14 används för addressera inom 32 kB-segmentet och bit 15..19 kombineras med processnumret för att addressera och skydda olika segment. Operativsystemet har processnummer 0 och användarprocesserna har nummer 1..15, och MAC:en instrueras att agera som en viss process genom att skriva till det speciella TASK-registret. Operativsystemprocessen (task 0) aktiveras automatiskt genom pinnen FC2 som indikerar att CPUn befinner sig i systemmod (supervisor mode).
På CPU-kortet sitter även tre separata DMA-kontrollkretsar av typen Zilog Z8410 "Z80 DMA" som hanterar var sin buss: den första hanterar expansionsbussarna (4680, ABCbus) och den inbyggda floppykontrollern, den andra hanterar serieportarna och den tredje hårddisken. Då dessa kretsar normalt bara kan hantera 64 KB minne har de utökats med logik för att hantera 2 MB minne så att allt minne och alla I/O-areor kan adresseras.
CPU-kortet har en Zilog Z8536 CIO (Counter-Timer I/O) som innehåller tre externa I/O portar, tre programmerbara räknare (timers) för programmerbara timeravbrott, samt både Zilog Z8530 SCC (synchronous communication controller) och Zilog Z80 A DART (dual asynchronous receiver-transmitter) för hantering av synkron och asynkron seriekommunikation.

### Grafik

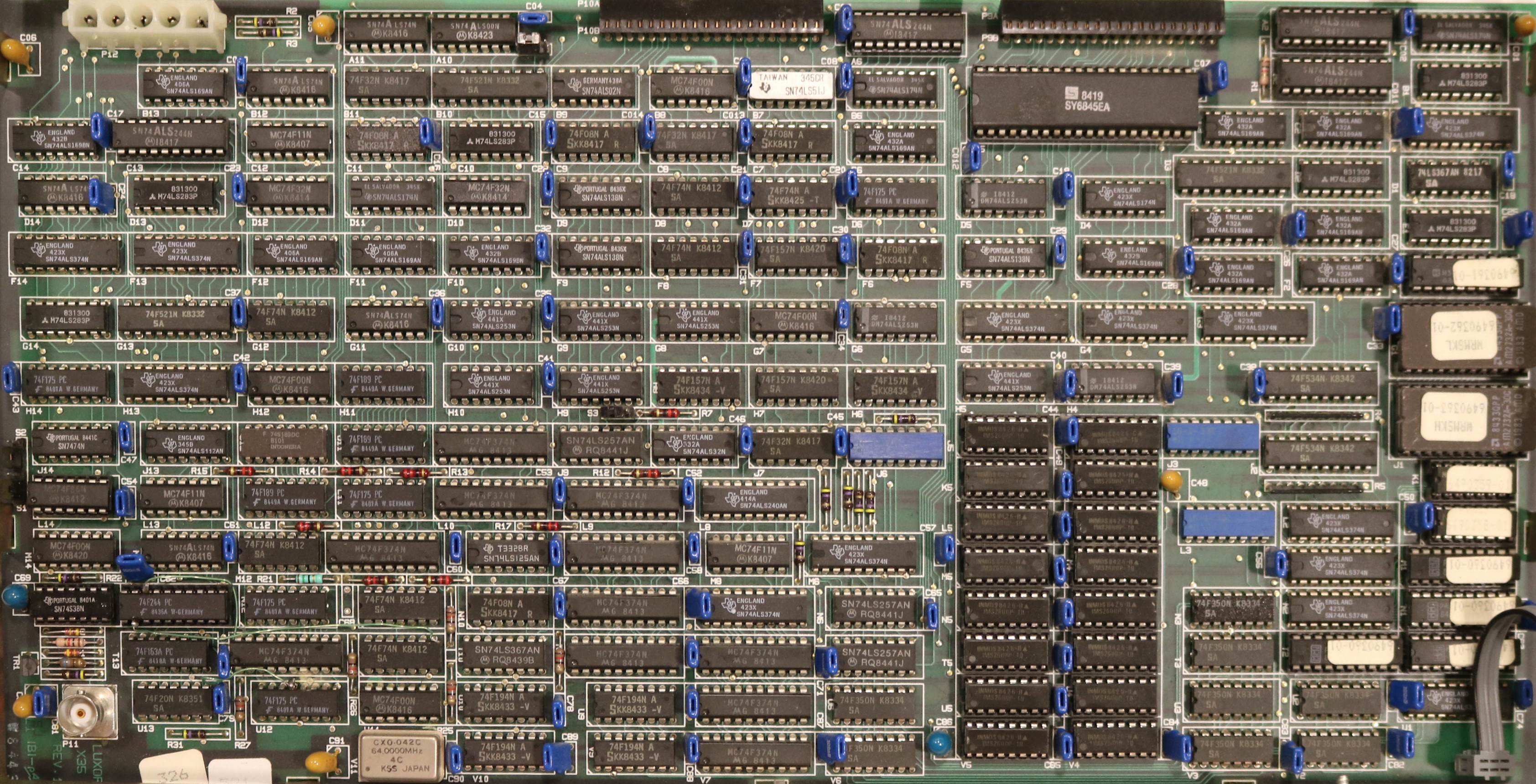
Luxor ABC 1600 grafikkort med texten "X35" synlig nere till vänster.

ABC 1600 hade monokrom grafik i upplösningen 768 × 1 024 och skärmen kunde vridas 90° under användning beroende på om man ville jobba i stående (porträtt) eller liggande (landskap) format. Grafikkortet var utvecklat speciellt för ABC 1600 och hade 128 KB separat RAM, en United Microelectronics Corporation (UMC) UM6845E CRT-kontrollkrets (samma användes i tidig PC-grafik såsom Hercules Graphics Card eller Color Graphics Adapter, CGA), och en s.k. blitter som kallades "mover".
Blittern kunde flytta rektangulära områden på skärmen (även då den nya positionen överlappade den gamla) så att fönster kunde flyttas snabbt, och eftersom upplösningen 1024×768 endast använde 75% av grafikminnet kunde den även kopiera in rektangulära block från den "osynliga" delen av grafikminnet, vilket användes för snabbt kopiera tecken ur teckenuppsättningen till skärmen från detta "osynliga" område. Movern arbetade med i snitt 26 megapixels per sekund.

### Användargränssnitt

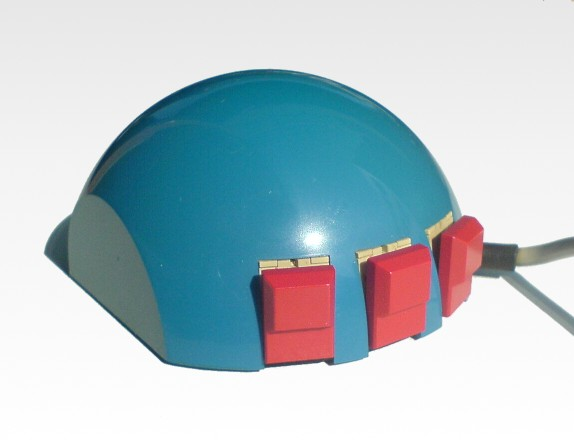
André Guignards Souriz4-mus för den schweiziska datorn Smaky tillverkad av Dépraz av samma typ som användes med ABC 1600

ABC 1600 hade ett specialutvecklat tangentbord, ABC 99, med anslutning för en mus med namnet ABC R8. Denna mus var en schweiztillverkad Souris4 från Dubois Dépraz SA, designad av urmakaren André Guignard och såldes även som den första musen P4 från Logitech. En speciell roterbar skärm för upplösningen 1024 × 768 med namnet ABC 1615 utvecklades också.

### Lagring
Hårddisken hade först en kapacitet på 13 MByte, men detta räckte bara precis till systemet så senare modeller hade upp till 40 MByte. Den inbyggda 5,25" floppydiskenheten har en kapacitet på 640 kByte.
ABC 1656 var en extern enhet med hårddiskkapacitet på 40 MByte eller 80 MByte och kunde fås med inbyggd tape streamer.

## Utvecklingen av ABC 1600 och ABC 9000

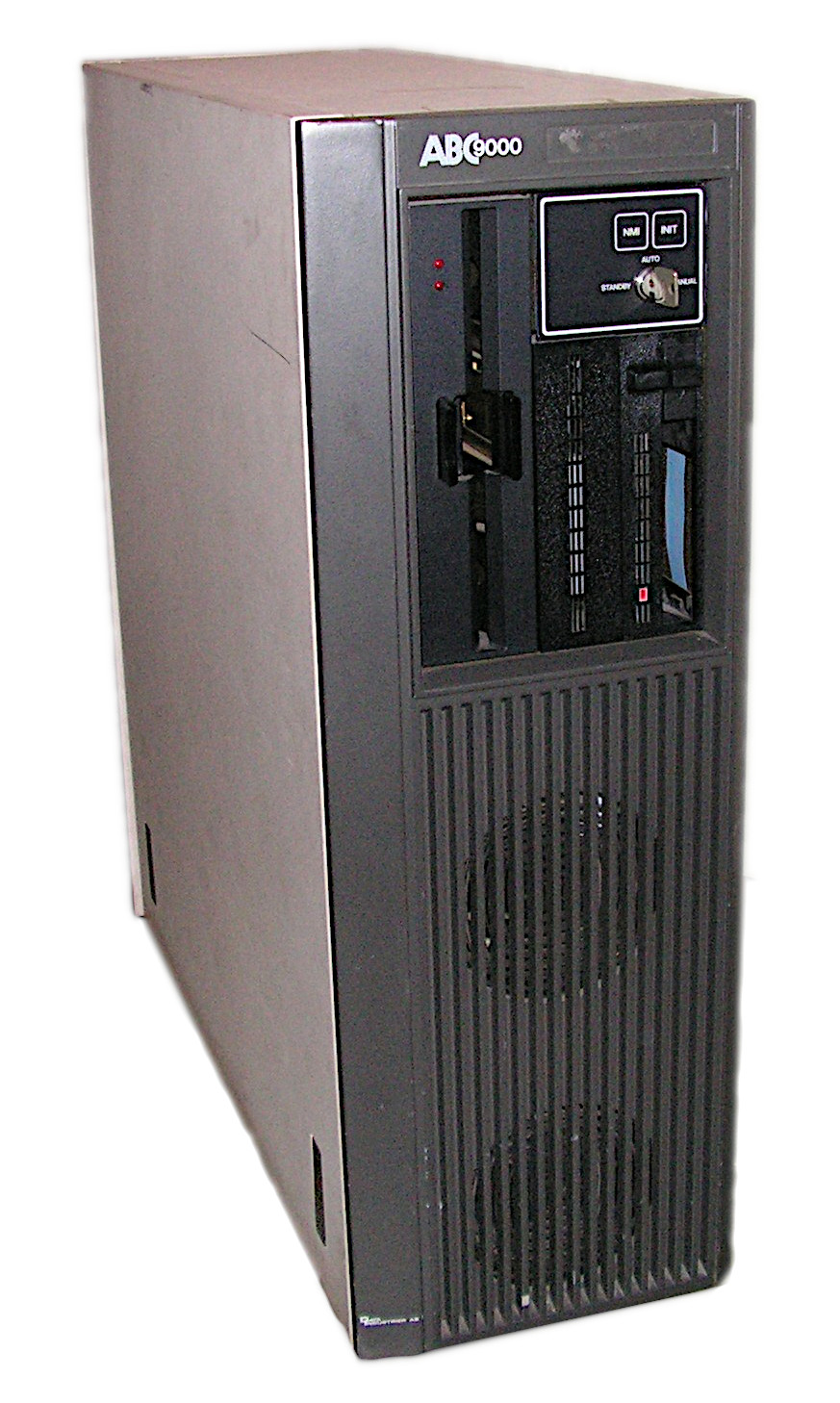
ABC 9000

Redan 1979, året efter att ABC 80 lanserats, och strax efter att man startat utvecklingen av X2 (ABC 800) hade Lars Karlsson på Dataindustrier introducerat ännu en efterföljare kallad X3. På grund av olika fördröjningar presenterades kravspecifikationen för X3 inte förrän i juni 1981. Projektet byggde på antagandet att framtidens datormarknad skulle handla om att konkurrera rörande mjukvara och det var viktigt att den nya datorn var användarvänlig och skulle ha en 16-bitars CPU som kunde stödja multikörning och lokala nätverk. Man övervägde Dataindustriers eget OS8, CP/M, OS16, Unix och Xenix som operativsystem, och planerade att ha 25 prototyper klara till september 1982 med produktionsstart i mars 1983.
Under 1982 blev det klart att Luxor inte hade resurser att ta fram X3, och man övervägde att istället köpa in en Unix-baserad maskin från TRW Incorporated, men detta föll på att TRW inte var beredda att stödja utvecklingen av ett kompatibilitetslager för gamla program för ABC 80 och ABC 800 eftersom volymerna på datorn var så små. Man diskuterade även med Digital Equipment Corporation om att sälja en av deras datorer som en OEM-produkt. I juli 1982 skrev Luxor och Dataindustrier ett samarbetsavtal för X3. Fortfarande 1984 arbetade Luxor/Nokia med X3 som då var tänkt som en hybriddator med både Unix och MS DOS som operativsystem. Den fick senare projektnamnet Tecla och skulle ha marknadsförts med namnet ABC 900.
Dataindustrier hade redan runt 1982 tagit sikte på en dator med 32-bitars adressbuss. År 1983 hette detta koncept X35 och var Dataindustriers huvudprojekt i form av ett fleranvändarsystem för 3-5 arbetsplatser, extern monitor, grafik från Luxor och stöd för lokala nät, och man hade valt Motorola 68000 som CPU för systemet. Från Luxors sida blev projekt X35 till slut ABC 1600, i form av ett enanvändarsystem som utvecklats i ett projekt lett av Lennart Wistedt på Luxor.
Dataindustrier hade på ett parallellt spår utvecklat sin egen Unix-dator DS90 som introducerades för pressen redan i maj 1984 och som ursprungligen planerats att säljas via Dataindustriers ambitiösa försäljningorganisation Datasweden. När satsningen på Datasweden misslyckades och lades ner återvände man till Luxor och DS90 såldes som en OEM-produkt i form av ABC 9000. ABC 9000 var i princip identisk med DS90 så när som på namnskylten på chassit och var ett fleranvändarsystem.

## Vidareutveckling av ABC 1600
Luxor hade under 1985 planer på att vidareutveckla ABC 1600 i ett projekt med namnet X37 vilket skulle vara ett fleranvändarsystem med automatisk säkerhetskopiering till tape streamer som skulle efterträda såväl ABC 1600 som ABC 9000 och komplettera den ABC 900 som nu planerades som en efterföljare till ABC 800. Prototyper fanns hos Dataindustrier och var i princip en DS90-10 med grafikkortet från ABC 1600. Dessa planer fick ett abrupt slut när den nya ägaren till Luxor Datorer, Nokia, i februari 1986 beslutade att lägga ner Unix-satsningen och Luxor Datorer.

## Operativsystem
Operativsystemet ABCenix som användes i både ABC 1600 och ABC 9000 var en OEM-variant av Dataindustriers egenutvecklade D-NIX. ABC 1600 hade ett eget fönstersystem som utvecklats av en doktorand från Linköpings tekniska högskola.

## Slutet för ABC 1600
När Nokia år 1985 köpte Luxor datorer stod det snart klart att Nokia inte trodde på Unix-system som en framtidsmarknad för persondatorer. För att få kontinuitet i produkterna introducerade man ABC 1200 vilket var en IBM PC AT med Intel 80286 CPU och MS DOS och Microsoft Windows utvecklad i Finland. Denna skulle främst ersätta ABC 800-serien och arbetsstationssatsningen som ABC 1600 representerade lades ned.

## Volymer
Under 1985 fakturerade Luxor 250 stycken ABC 1600 och 60 stycken ABC 9000. Enligt Tekniska museet skall endast 400 stycken ABC 1600 ha tillverkats totalt. Priset för en ABC 1600 var c:a 47000 kr i dåtidens penningvärde. Först vid c:a 5000 stycken skulle ABC 1600-projektet gått med vinst. I slutet av 1986 hade man sålt c:a 250 st ABC 9000. När Nokia lade ner Luxor datorer köpte Dataindustrier tillbaka de c:a 50 ABC 9000 som fanns i lager.